# قائمة المناطق الحضرية في دول شمال اوروبا

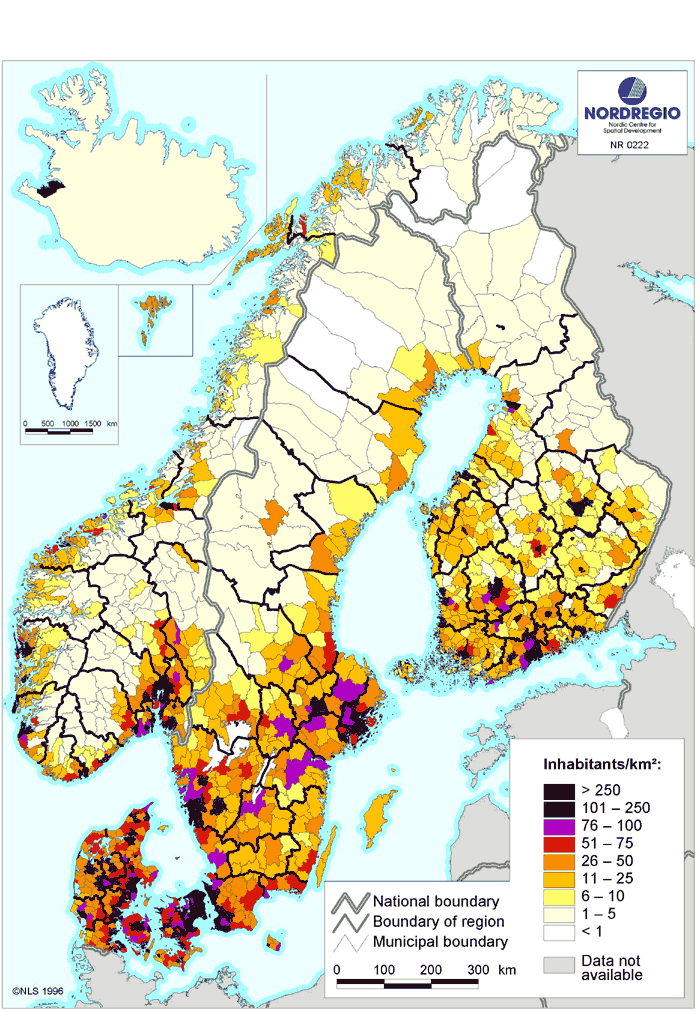
الكثافة السكانية في دول شمال أوروبا

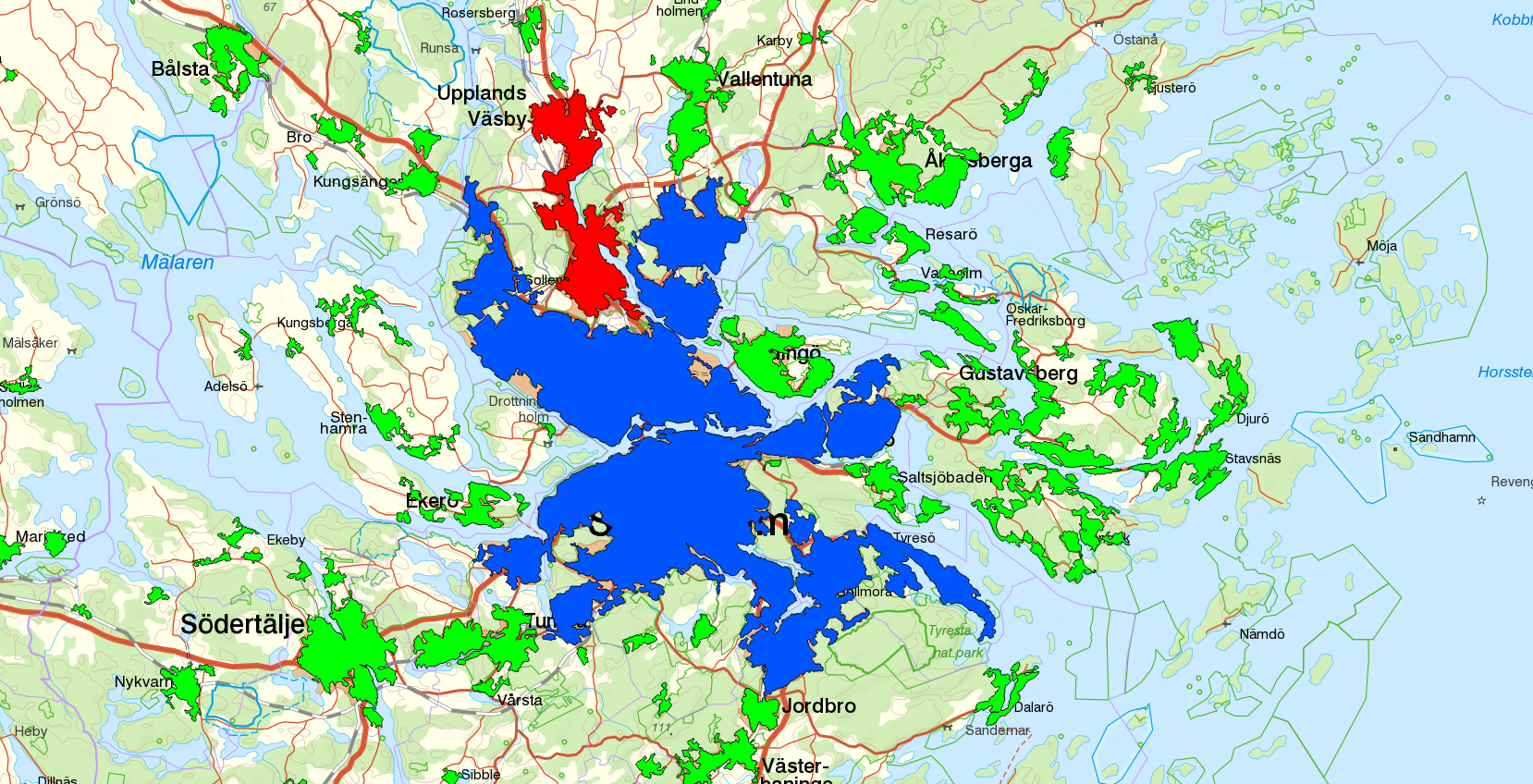
منطقة ستوكهولم (باللون الأزرق) ، أكبر منطقة حضرية في دول شمال اوروبا

هذه قائمة بالمناطق الحضرية في دول شمال أوروبا حسب عدد السكان
يبث يتم قياس عدد السكان على المستوى بشكل مستقل من قبل مكتب الإحصاء في كل بلد.
تم الاتفاق على تعريف إحصائي موحد بين دول الشمال في عام 1960
يبث تعرف المنطقة الحضرية على أنها: منطقة بناء مستمرة يبلغ عدد سكانها 200 نسمة على الأقل وحيث تبلغ المسافة القصوى بين المساكن 200 متر- خصم الطرق وأماكن وقوف السيارات والمتنزهات والملاعب الرياضية والمقابر - بغض النظر عن حدود الحي أو البلدية أو المقاطعة.

## القائمة بالمناطق الحضرية في دول شمال اوروبا
1 ستوكهولم 2
كوبنهاغن
3 هلسنكي
4 أوسلو 5
جوتنبرج
6 مالمو 7
تامبيري
8 آرهوس
9 توركو
10 بيرغن
11 ريكيافيك
12 ستافنجر / ساندنس
13 أولو
14 تروندهايم
15 أودنس
16 أوبسالا
17 البورك
18 يوفاسكيلا
19 لاهتي 20
فريدريكستاد / ساربسبورج
21 فاستيراس
22 درامين
23 أوريبرو
24 لينشوبينغ
25 هيلسينجبورج
26 بورسجرون / سكاين
27 يونشوبينغ
28 كوبيو
29 نورشوبينغ
30 بوري
31 لوند
32 أوميو
33 اسبيرغ
34 جافل
35 جونسو
36 فاسا
37 بوراس
38 اسكيلستونا
39 سودرتاليا
40 راندرز
41 كارلستاد 42
كريستيانساند
43 فاكسجو
44 تابى
45 كولدينج
46 هالمستاد
47 فيجل
48 هورسنز
49 لابينرانتا
50 روفانيمي
51 كوتكا
52 سوندسفال